# 烏斯拉瓦河

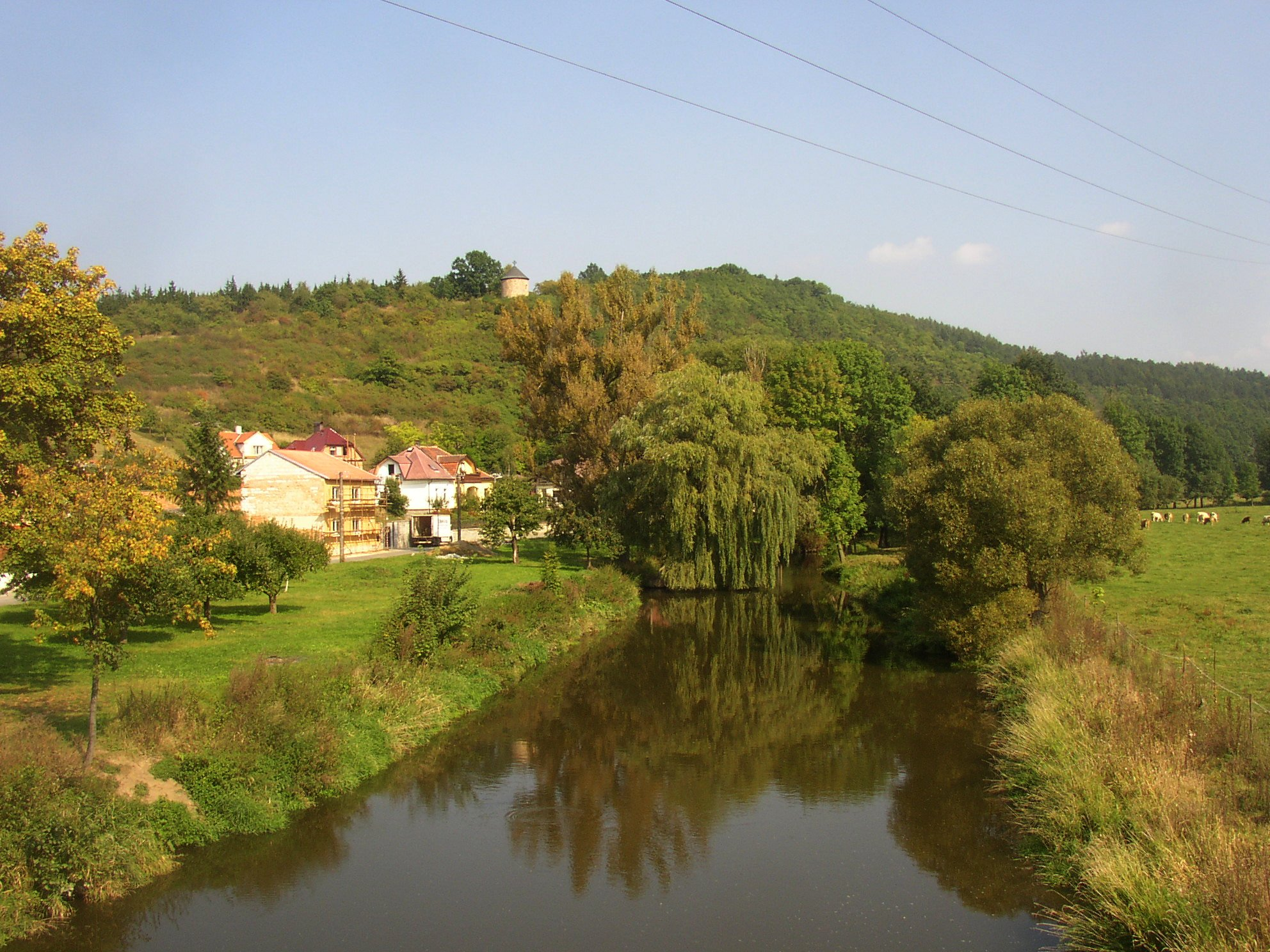

烏斯拉瓦河是捷克的河流，河道全長94公里，流域面積796.5平方公里，河水主要來自融雪和雨水，最終在皮爾森附近注入貝龍卡河。